# Віреон козумельський
Віреон козумельський (Vireo bairdi) — вид горобцеподібних птахів родини віреонових (Vireonidae).

## Поширення
Ендемік мексиканського острова Косумель, біля північно-східного узбережжя півострова Юкатан. Населяє тропічні та субтропічні сухі ліси.